# مانويل غاريدو
مانويل غاريدو (بالإسبانية: Manuel Garrido)‏ هو سياسي أرجنتيني، ولد في 1964. حزبياً، نشط في الاتحاد المدني الراديكالي. وقد انتخب عضو مجلس النواب في الأرجنتين (10 ديسمبر 2011 – 9 ديسمبر 2015).